# Rugby union
Rugby Union er en fuldkontaktsport, der spilles med en oval bold. Formålet med spillet er at score flere point end modstanderen, ved at bære bolden over dennes mållinie.
Kampen sættes i gang med et udspark fra midten af banen, ved at bolden sparkes mindst 10 meter frem ad banen. En spiller fra det andet hold får herefter fat i bolden og bærer den med hænderne frem til modstanderens målfelt hvor han lægger den og scorer 5 point (dette kaldes et forsøg ((engelsk) try). Udfor det sted hvor bolden blev placeret i målfeltet får holdet nu muligheden for at sparke bolden i mål, dvs. at bolden skal sparkes over overliggeren og mellem de to målstolpers forlængelse opad. Hvis dette lykkes scorer holdet yderligere 2 point, dette kaldes en Conversion. Den potentielle gevinst ved et vellykket angreb er således 7 point.
Derudover findes der to andre måder man kan score på: Straffespark, som udføres på samme måde som en conversion, tildeles ved visse forseelser og giver 3 point. Et dropspark udføres ved at spilleren under sit løb frem mod modstanderens mål, kaster bolden ned i jorden, hvorfra den springer op igen og han sparker den i mål. Målet giver 3 point.
Undervejs i sit løb frem ad banen vil modstanderen naturligvis gøre sit til, at forhindre spilleren i at nå frem, hvilket sker ved at benytte sig af forskellige metoder. Hvis disse metoder er ulovlige vil forskellige straffeforanstaltninger blive sat i værk. For det boldbesiddende hold betyder modstanderens modstand, at man har forskellige metoder til at undgå denne modstand.
Den vigtigste regel i Rugby er at bolden kun må bæres fremad. Når den skal afleveres til en medspiller, enten ved at blive sparket eller ved at blive kastet, skal dette foregå enten bagud eller vinkelret på banen. Bolden må dog gerne sparkes fremad, men kun hvis alle spillere på det boldbesiddende hold er bag bolden, ellers er de offside. Til at dømme kampen er der en dommer og to liniedommere.
Kampen varer 80 min, eksklusiv tillagt tid og er delt midtvejs af en pause, som maksimalt må vare 15 min.

## Bolden
Bolden skal være mellem 28 og 30 cm lang og veje mellem 410 og 460 gram. Materialet kan være læder eller et syntetisk stof.

## Banen
Banen er opdelt således at der er maksimalt 100 meter mellem de to mållinier og maksimalt 70 meter mellem sidelinierne. På mållinierne står målene, bagved disse er der yderligere et målfelt, som maksimalt må være 22 meter dybt. Fra mållinien er der 22 meter frem ad banen en linje, der betegnes 22-meter linjen. Banen er delt på midten af en midterlinie. 10 meter på hver side af midterlinien er der optegnet en linje, der betegnes 10-meter linjen. Der er ikke nogen krav til banens underlag, så længe det er sikkert at spille på, dog anbefales det at det er græs.

## Målene
Målene består af 2 målstolper, der er mindst 3,4 meter lange, med 5,6 meter imellem og med en overligger placeret i 3 meters højde.

## Dommerne
I en rugbykammp er der en dommer og to liniedommere. Liniedommerne skal dels holde øje med om bolden kommer ud over sidelinien, men de skal også være med til, at holde øje med om bolden går i mål, når der bliver sparket på mål.
De mest normale grunde til at dommeren griber ind i spillet er:
- At en spiller afleverer bolden fremad eller at han taber bolden og den derved ryger fremad.
- At undlade at give slip på bolden eller en anden spiller efter en tackling.
- At undlade at rulle væk fra bolden ved ruck eller maul.
- At slutte sig til en ruck/maul fra siden. Man skal altid slutte sig til en ruck eller maul fra den bagerste medspillers bagerste fod.
- Hvis bolden bliver uspillelig fordi der ligger spiller oven på den i en ruck eller en maul.

## Tacklinger
Det er kun tilladt at tackle den spiller, der har bolden. En tackling er gennemført, når den boldbesiddende spiller har et eller begge knæ
i jorden, når han ligger på jorden eller når han ligger ovenpå en anden spiller, der ligger på jorden. Når tacklingen er gennemført, SKAL
den boldbærende spiller slippe bolden og den spiller der har tacklet ham SKAL rulle væk fra bolden, så de andre spiller kan kæmpe om
bolden.

## Ruck
En ruck opstår når en eller flere spillere fra begge hold står op og kæmper om bolden, der ligger på jorden. I realiteten er det
en dynge spillere der kæmper om bolden og først når bolden er placeret ved den bagerste fod på den bagerste spiller i ruck'en,
må bolden samles op.
- En ruck dannes
- Der kæmpes om bolden
- Bolden er kommet ud af ruck'en

## Maul
Hvis den boldbærende spiller tackles uden at falde til jorden og i stedet holdes oppe af en eller flere modspillere og spillere fra hans
eget hold kommer til for at hjælpe ham skabes der en maul, som er en mere uorganiseret form for klynge. Forskellen er at bolden ikke
må ligge på jorden. Det hold der har bolden kan herefter forsøge at skubbe modstanderne tilbage mod deres egen mållinie.
- En maul. Bemærk den bagerste mand der holder bolden mens hans hold forsøger at skubbe maul'en ned mod modstanderens mållinie

## Klynge
Hvis spillet af den ene eller anden mindre årsag har været stoppet, sættes det i gang igen ved hjælp af en klynge.
En klynge skabes af 8 spillere spillerne fra 1 til 8, fra hvert hold der sammen skaber en tunnel, hvor bolden rulles ind i, herefter skubbes bolden bagud til spiller nr. 8, som skal afgøre om der er fremdrift nok i klyngen til, at beholde bolden i klyngen eller om han skal tage den ud og kaste den til en af kædespillerne, der så kan løbe den op ad banen.
- Spillere stillet op inden klyngen skabes
- Klyngen er oprettet og man venter på at bolden bliver kastet ind i den
- Klyngen er oprettet
- Bolden er på vej hen til nr. 8
- Bolden er kommet ud af klyngen og klyngehalfen har modtaget den og er klar til at give den videre

## Spillere
Et hold består af 15 spillere, som hver især har forskellige roller under spillet.
| Navn                  | Nummer | Opgave | Klynge/ Kæde |
| --------------------- | ------ | --- | ------------ |
| Stolper               | 1,3    | Stolper er fysisk stærke spillere som er vigtige ved at lægge kræfter i klynger, ruck og maul og ved indkast.                                | K l y n g e  |
| Hooker                | 2      | Er den der vinder bolde i klyngerne og foretager indkast                                                                                     | K l y n g e  |
| 2. rækker             | 4,5    | Skal vinde bolde ved indkast og udspark og lægge kræfter til fremdrift i klynger, rock og maul                                               | K l y n g e  |
| Flankere              | 6,7    | Tackler modspillere og er først mand på bolden i rucks                                                                                       | K l y n g e  |
| Nummer 8              | 8      | Er den der dirigerer klyngen og modtager bolden i klyngen, derudover er han den der løber bolden frem på banen                               | K l y n g e  |
| Klyngehalf            | 9      | Binder klyngen sammen med kædespillerne og ofte den der har det taktiske overblik                                                            | K æ d e      |
| Flyhalf               | 10     | Modtaget bolden fra klyngen, via klyngehalf'en og afgør herefter hvordan bolden skal komme frem.                                             | K æ d e      |
| Inder- og ydercenter  | 12,13  | Centrene skal stå for at tackle modstanderne når de har bolden og prøve at komme igennem modstanderens forsvarskæde når han selv har bolden. | K æ d e      |
| Venstre og højre wing | 11,14  | Wings bruger deres hurtighed til, at score forsøg.                                                                                           | K æ d e      |
| Fullback              | 15     | Er ankermanden der er den sidste forsvarsposition.                                                                                           | K æ d e      |

## Udbredelse
Rugby spilles over hele verden som nedenstående kort fra 2007 indikerer:

## Rugby i Danmark
I Danmark udpeges der en dansk mester for både 15-mands og 7-mands (for hhv. herrer og kvinder). Danmark har også et herrelandshold i rugby union.

## Turneringer

### Verdensmesterskab
Verdensmesterskabet i rugby afholdes hvert fjerde år. Det seneste blev afholdt i 2011 i New Zealand. Finalen den 23. oktober blev vundet af New Zealands hold med en smal sejr (8-7) over Frankrig. Det næste skal afholdes i London i 2015.

### Six Nations Mesterskab
Hvert år i februar og marts spiller England, Frankrig, Irland, Italien, Skotland og Wales om seksnationersmesterskabet.

### Tri-Nations Mesterskab
Hvert år spiller Australien, New Zealand og Sydafrika om trenationersmesterskabet.
I år 2012 er tri-nations mesterskabet blevet udvidet således, at Argentina nu også er med. Det hedder derfor rugby championship og ikke tri-nations mere.

### Viking Tri-Nations
Viking Tri-Nations er en panskandinavisk turnering der spilles hvert år med deltagelse af Norge, Sverige og Danmark.

### Danmarksmesterskab
Danmarksmesterskabet, som egentlig hedder Danmarksturneringen for seniorer, afvikles hvert år i perioden marts/april-oktober/november.
15-mands rugby: I Danmark vandt Århus Rugby Klub 2006 danmarksmesterskabet, efter en 3-3 kamp i Århus imod Frederiksberg. Aalborg Rugbyklub Lynet fik en 3. plads.
CSR/Nanok fra Christianshavn, vandt i 2007 danmarksmesterskabet, i tæt kamp med Aalborg Rugbyklub Lynet og Århus Rugby Klub.